# Josef Müller (Fußballspieler, 1893)
Franz Joseph Müller (* 6. Mai 1893 in Ludwigshafen am Rhein; † 22. März 1984 ebenda) war ein deutscher Fußballspieler und -trainer. Der Defensivspieler wurde 1926 mit der SpVgg Fürth deutscher Meister und hat in der Nationalmannschaft von 1921 bis 1928 insgesamt 12 Länderspiele absolviert.

## Sportliche Laufbahn

### Vereinskarriere
Der gebürtige Ludwigshafener „Sepp“ Müller begann 1909 seine Karriere im höherklassigen Fußball bei Phönix Ludwigshafen. Er war in Würzburg zur Schule gegangen und hatte auch in der unterfränkischen Domstadt die Grundlagen des Fußballs erlernt; den Durchbruch schaffte er aber erst nach seinem Wechsel nach Ludwigshafen. Der Erste Weltkrieg unterbrach die fußballerische Entwicklung, aber 1919/20 belegte er mit Phönix in der Kreisliga Pfalz hinter Meister FC Pfalz Ludwigshafen den zweiten Rang. In der Saison 1920/21 errang er mit Phönix die Meisterschaft und nahm deshalb an der Endrunde um die süddeutsche Meisterschaft teil. Dort verlor der herausragende Abwehrstratege erst das Finalspiel am 1. Mai 1921 gegen den 1. FC Nürnberg mit 1:2 nach Verlängerung. Der „Club“ gewann deutlich überlegen am 12. Juni mit 5:0 gegen Vorwärts Berlin die deutsche Meisterschaft. Müller spielte noch die Hinrunde 1921/22 bei Phönix und schloss sich dann im Dezember oder im September/Oktober 1921 der SpVgg Fürth an. Am 18. September 1921 hatte er noch seine ersten Erfahrungen in der deutschen Fußballnationalmannschaft gesammelt.
Mit der SpVgg Fürth gewann er 1923 die Süddeutsche Meisterschaft und zog erstmals in die Endrunde um die deutsche Fußballmeisterschaft ein. Das erste Spiel in der Endrunde bestritt er am 13. Mai 1923 in Nürnberg bei einem 4:0-Erfolg gegen die Breslauer Sportfreunde. Vor Torhüter Theodor Lohrmann bildete er dabei mit Georg Wellhöfer das Fürther-Verteidigerpaar. Bereits am 5. März 1922 hatte er mit Süddeutschland in Hamburg mit einem überlegenen 7:0 gegen Gastgeber Norddeutschland den Bundespokal gewonnen. Auch bei diesem Endspielerfolg hatten Lohrmann, Wellhöfer und Josef Müller das Schlussdreieck gebildet. Mit den Franken gewann Müller 1926 unter Trainer William Townley mit einem 4:1 gegen Hertha BSC die deutsche Meisterschaft. Er hatte in der Endrunde um die deutsche Meisterschaft in den Spielen gegen Viktoria Forst (5:0), Breslauer SC (4:0), Holstein Kiel (3:1) und im Finale jeweils mit Hans Hagen das Verteidigerpaar gebildet. Von Juli 1923 bis Dezember 1924 hatte der großgewachsene, durchtrainierte und ungemein athletische Vorzeigesportler, der auch durch Zweikampf- sowie Kopfballstärke zu überzeugen wusste, bei der „Kleeblatt-Elf“ sogar das Amt des Spielertrainers ausgeübt.
Ab März 1927 bis 1932 war der ausgebildete Sportlehrer schließlich in seiner Heimatstadt beim FV 04 Würzburg als Spielertrainer tätig. Er spielte mit Würzburg in der Bezirksliga Bayern, Gruppe Nordbayern und belegte in den Runden 1928/29 bis 1930/31 jeweils den 5. Rang. Sein letztes Länderspiel für Deutschland bestritt der Verteidiger am 15. April 1928 in Bern gegen die Schweiz (3:2) als Aktiver von FV 04 Würzburg. Danach war von 1932 bis zu seinem Karriereende 1934, ebenfalls als Spielertrainer, bei Werder Bremen tätig. Werders umtriebiger „Macher“ Albert „Abbi“ Drewes hatte den Ex-Nationalspieler nach Bremen geholt. „In der Zeit größter Arbeitslosigkeit bedeutete es, die Fußballkanonen…in Lohn und Brot zu bringen…Müller wurde damals Angestellter eines großen Kaufhauses in Bremen. Er sollte bei Werder eine gute Mannschaft und bei Karstadt eine Sportabteilung aufbauen.“ Müllers sportliche Karriere war unterbrochen, als er per Sportgerichtsurteil vom 21. Oktober 1934 wegen „Verstoßes gegen die Amateurbestimmungen“ langfristig gesperrt wurde.
In der Saison 1933/34 konnte Werder in der Gauliga Niedersachsen die Meisterschaft erringen und der 41-jährige Spielertrainer zog damit nochmals in die Endrunde um die deutsche Meisterschaft ein. Das Verteidigerurgestein lief in allen sechs Gruppenspielen gegen FC Schalke 04, VfL Benrath und Eimsbütteler TV auf und war auch an seinem 41. Geburtstag, den 6. Mai 1934, bei einer 0:3-Auswärtsniederlage bei Schalke 04 als rechter Verteidiger im Einsatz.
Der konditionsstarke Modellathlet galt als Gentleman-Verteidiger mit einem guten Schuss und viel taktischem Verständnis. Bei Kirn und Natan wird er als „einer der großartigsten Verteidiger der deutschen Fußballgeschichte“ beschrieben.

### Auswahleinsätze
In der Nationalmannschaft kam der Abwehrspieler auf insgesamt 12 Einsätze in der Zeit von 1921 bis 1928. Er debütierte als Spieler von Phönix Ludwigshafen am 18. September 1921 beim Länderspiel in Helsinki gegen Finnland bei einem 3:3 in der Nationalmannschaft. Weitere Debütanten waren dabei Willy Schwedler, Alfred Au, Josef Herberger und Willi Hutter. Vor seinem zweiten Länderspieleinsatz am 26. März 1922 in Frankfurt gegen die Schweiz (2:2), gewann er noch mit Süddeutschland am 5. März mit 7:0 das Finale um den Bundespokal. Er gehörte jetzt den Grün-Weißen der SpVgg Fürth an und das Team vom Ronhof stellte in Frankfurt gleich sieben Spieler für die Länderelf ab. In den nächsten Jahren hatte er die Verteidigerkollegen Anton Kugler, Albert Beier und Emil Kutterer in der Nationalmannschaft an seiner Seite. Nach seinem 12. und letzten Länderspiel am 15. April 1928 in Bern gegen die Schweiz (3:2), wo er das Team als Mannschaftskapitän anführte, kam er noch vor der Olympiade 1928 in Testspielen zum Einsatz, gehörte auch dem Turnieraufgebot an, kam dann aber nicht mehr zum Einsatz.
Mit Süddeutschland gewann der souveräne Verteidiger in den Jahren 1922, 1923, 1924 und 1926 den Bundespokal.

## Trainerlaufbahn
Trotz seines früheren unrühmlichen Abschieds war er später erneut als Trainer bei Werder und zahlreichen weiteren Vereinen beschäftigt, unter anderem beim FC St. Pauli (ab 1937), FV 04 Würzburg, VfR Mannheim und von 1946 bis 1947 bei den Stuttgarter Kickers sowie von 1950 bis 1952 bei TuRa Ludwigshafen. Müller war auch Sportlehrer beim Regionalverband Südwest.

## Sonstiges
Am 31. August 1940 beantragte Müller die Aufnahme in die NSDAP und wurde zum 1. Oktober desselben Jahres aufgenommen (Mitgliedsnummer 8.214.939).
Später betrieb er eine Toto-Lotto-Annahmestelle in Würzburg, sowie anschließend eine Weinstube in Heidelberg und setzte sich schließlich in Ludwigshafen zur Ruhe, wo er sechs Wochen vor seinem 91. Geburtstag verstarb.

## Verweise
1. 1 2  Jürgen Bitter: Deutschlands Fußball-Nationalspieler : das Lexikon. SVB Sportverlag, Berlin 1997, ISBN 3-328-00749-0, S. 328.
2. ↑  Fritz Tauber: Deutsche Fußballnationalspieler. S. 87
3. ↑  IFFHS: LIBERO. Spezial Deutsch. Nr. D 9. Der deutsche Fußball (1920–1933). Wiesbaden 1994. S. 50 (Viertelfinale im Bundespokal am 9. Oktober 1921 mit Verteidiger Josef Müller von der SpVgg Fürth in der Auswahl von Süddeutschland)
4. ↑  IFFHS: LIBERO. Spezial Deutsch. Der deutsche Fußball (1920–1933), Teil II. Nr. D 9. Wiesbaden 1994. S. 52
5. ↑  Harald Klingebiel: Die Geschichte von Werder Bremen. Verlag Die Werkstatt. Göttingen 2008. ISBN 978-3-89533-621-8. S. 328
6. ↑  Wallenhorst/Klingebiel: Neunzig Jahre SV „Werder“, Bremen 1989, Seite 162. Unter anderem hatte der Verein versucht, Edmund Conen abzuwerben. Im Januar 1936 wurde Müller begnadigt und die Sperre endete, so der Kicker am 7. Januar selbigen Jahres.
7. ↑  Richard Kirn, Alex Natan: Fußball. Ullstein-Verlag. Frankfurt M. 1958. Ullstein Buch Nr. 206. S. 137
8. ↑  Matthias Arnhold: Josef 'Sepp' Müller - International Appearances. RSSSF.org, 22. Juli 2021, abgerufen am 27. Juli 2021.
9. ↑  Kicker Almanach 1938, Seite 91
10. ↑  Bundesarchiv R 9361-IX KARTEI/29601366
11. ↑  Armin Jäger: NS-Geschichte im Fußball: Die Nationalspieler des DFB und ihre NS-Verstrickungen. In: Die Zeit. 24. Juli 2024, ISSN 0044-2070 (zeit.de [abgerufen am 26. Juli 2024]).

| Personendaten    | Personendaten                                       |
| ---------------- | --------------------------------------------------- |
| NAME             | Müller, Josef                                       |
| ALTERNATIVNAMEN  | Müller, Franz Joseph (vollständiger Name)           |
| KURZBESCHREIBUNG | deutscher Fußballspieler und -trainer               |
| GEBURTSDATUM     | 6. Mai 1893                                         |
| GEBURTSORT       | Würzburg, Deutsches Reich                           |
| STERBEDATUM      | 22. März 1984                                       |
| STERBEORT        | Ludwigshafen am Rhein, Rheinland-Pfalz, Deutschland |